# Adalbertsturm

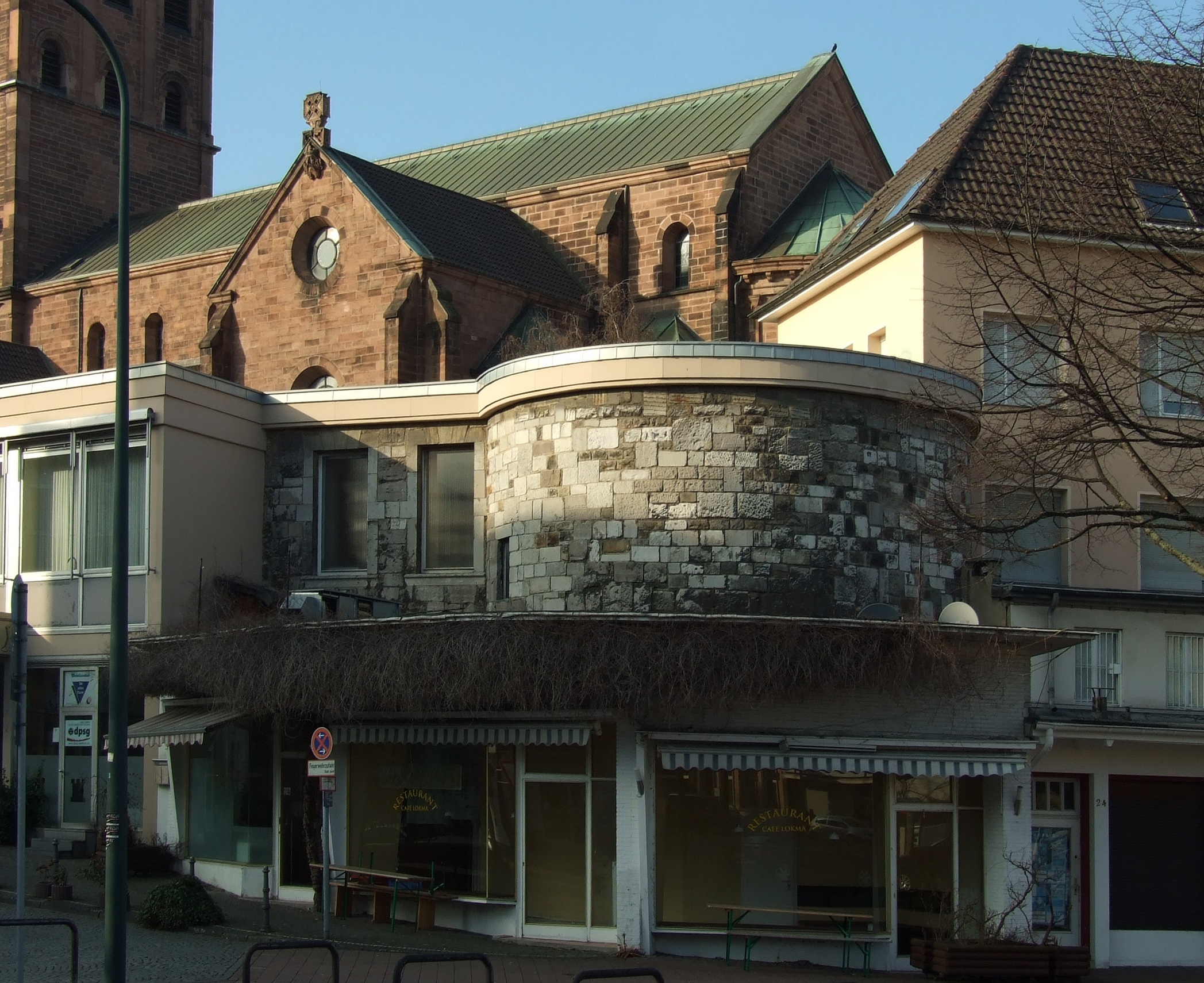
Adalbertsturm am Kaiserplatz

Der Adalbertsturm war ein Wehrturm der etwa 1300 bis 1350 errichteten äußeren Stadtmauer der Stadt Aachen.

## Lage
Der Adalbertsturm stand unmittelbar neben dem Adalbertstor am heutigen Kaiserplatz an der Südseite des Felsens, auf dem sich die Adalbertkirche erhebt und wo sich früher das Adalbertsstift und das Wachthaus auf dem Adalbertsstift befanden. Aufgrund dieser räumlichen Nähe wurde der Turm häufig als Bestandteil des Stifts und nicht als eigenständige Verteidigungsanlage der Stadtmauer angesehen. So ist er in dem Standardwerk Carl Rhoens über die Befestigungswerke der freien Reichsstadt Aachen zwar in der Karte eingetragen, hat aber keine Bezugsnummer und wird im Text nicht beschrieben.
Im äußeren Mauerring stand der Adalbertsturm zwischen Kölntor und Adalbertstor. Zwischen dem Adalbertsturm und dem Kölntor existierte der Wasserturm, zwischen dem Adalbertsturm und dem Adalbertstor kein weiterer Turm.

## Beschreibung

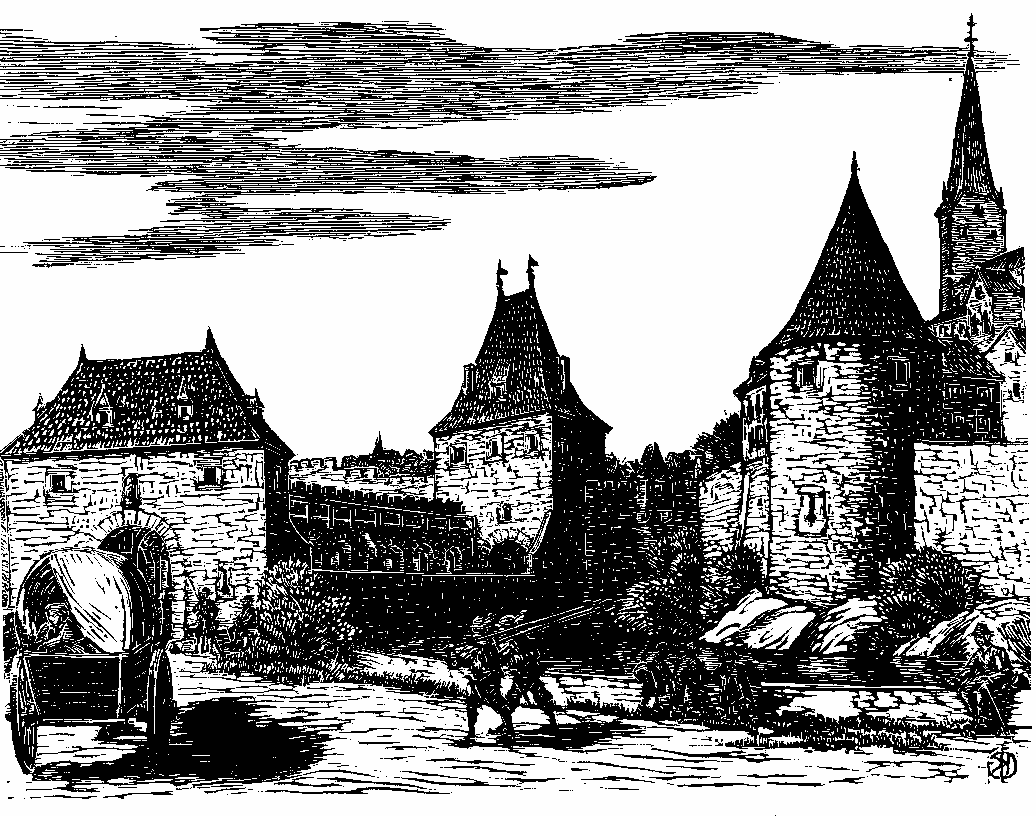
Adalbertstor und Adalbertsturm, Holzschnitt von Karl Josef Gollrad.

Der Adalbertsturm ist ein Rundturm mit einem Durchmesser von rund sieben Meter. Er ist nahezu vollständig erhalten, lediglich der obere Teil der Mauer und das ursprüngliche spitze Kegeldach fehlt.

## Heutige Nutzung
Der Adalbertsturm befindet sich heute im Besitz der Pfarre St. Adalbert und wird von der zugehörigen Gruppe der Pfadfinder als Veranstaltungsraum genutzt.